# El mar de Salton
El mar de Salton  (títol original: The Salton Sea) és una pel·lícula estatunidenca dirigida per D. J. Caruso, estrenada l'any 2002. Ha estat doblada al català.

## Argument
Tom Van Allen (Val Kilmer) és trompetista, en cerca de revenja. Danny Parker (Val Kilmer) és un delator, drogat amb amfetamines. Mentre que el primer es tanca en la seva malenconia i el seu desig de venjança, el segon fa d'amistat amb Jimmy (Peter Sarsgaard) i organitza un "deal" amb Pooh-Bear (Vincent D'Onofrio). I la desgràcia vol que Danny i Tom no siguin més que dues facetes d'un mateix home, turmentat per la mort de la seva dona, per dos policies corruptes (Anthony Lapaglia i Doug Hutchison) i per les preocupacions de parella de la seva veïna (Debra Kara Unger).

## Repartiment
- Val Kilmer: Danny Parker / Tom Van Allen
- Vincent D'Onofrio: Pooh-Bear
- Adam Goldberg: Kujo
- Luis Guzmán: Quincy
- Doug Hutchison: Gus Morgan
- Anthony LaPaglia: Al Garcetti
- Glenn Plummer: Bobby
- Peter Sarsgaard: Jimmy el finlandès
- Deborah Kara Unger: Colette
- Chandra West: Liz
- B. D. Wong: Bubba
- R. Lee Ermey: Verne Plummer
- Shalom Harlow: Nancy
- Shirley Knight: Nancy Plummer
- Meat Loaf: Bo

## Al voltant del film
- El rodatge va tenir lloc del 24 d'abril fins al mes d'agost 2000 a Hollywood, Los Angeles i Llac Salton.

## Banda original
- Saeta, interpretat per Terence Blanchard
- Let's Dance, interpretat per Benny Goodman and His Va Orquestrar
- Brand New Wagon, interpretat per Count Basie
- I Fall to Pieces, interpretat per Patsy Cline
- Ain't That a Kick in the Head, interpretat per Dean Martin
- Funk 49, interpretat per James Banda
- Man Overboard, interpretat per Blink-182
- Lovin' You, interpretat per Minnie Riperton
- Let Forever Be, interpretat per The Chemical Brothers
- Stars and Stripes Forever, interpretat per The New Sousa Band
- I Want a Little Sugar in My Bowl, interpretat per Nina Simone
- Silver Threads and Golden Needles, interpretat per Linda Ronstadt
- Walk on the Wild Side, interpretat per Lou Reed
- Learn to Yodel, interpretat per Cathy Fink i Tod Whittemore
- My Weakness, interpretat per Moby
- Mourning, interpretat per Tantric

## Premis
- Premi al millor actor (Val Kilmer) en els premis Prism 2003.